# Fifteen Percent (Modern Family)
Fifteen Percent  é o décimo terceiro episódio da primeira temporada da série Modern Family. O episódio foi exibido originalmente pela ABC no dia 20 de Janeiro de 2010 nos EUA.

## Sinopse
Mitchell encontra Jay na rua com amigos e apresenta Cameron como um amigo de Mitchell, para se vingar Mitch coloca uma ideia na cabeça de Jay por vingança. Manny começa a namorar pela internet, mas quando encontra ela pela primeira vez a suposta namorada é bem mais velha que Manny e ela recebe uma transformação no visual por Gloria. Claire e Phil apostam que Haley não consegue manusear um simples controle remoto.

## Críticas
Na sua transmissão original americana, "Fifteen Percent", foi visto por 9.829.000 espectadores com uma classificação de 4.2/11. O episódio se recuperou de uma queda acentuada em ambos os espectadores da semana anterior, e recebeu a melhor classificação desde o episódio piloto. O episódio classificado na posição #21 nas avaliações semanais, a mais alta classificação para Modern Family e tornou-se o terceiro show da ABC com a mais alta classificação juntamente com The Bachelor e Grey's Anatomy. O episódio recebeu críticas, em sua maioria positivas. Robert Canning da IGN deu ao episódio um 7,9/10, o menor revisão ainda dizendo que "Esta foi a criação de três histórias que nos mostram o quanto as pessoas podem realmente mudar. Duas dessas histórias foram apenas de preenchimento com uma comédia boba e com piadas boas o suficiente para não se tornar maçante". Jason Hughes de TV Squad fez uma resenha positiva dizendo que "Como de costume, houve uma tonelada de acontecimentos esta semana, com todas as três famílias que lidam com diferentes tipos de crises".
Lesley Savage da Entertainment Weekly fez uma resenha positiva dizendo que "o tema geral de hoje foi sobre a mudança - grandes e pequenas. Desde a transformação da atriz convidada Kristen Schaal a baixa aceitação de Jay de que seu amigo é supostamente homossexual, a capacidade de Claire para lidar com tecnologia e admitir que pode estar errada. Mas continua sendo Modern Family, ninguém realmente mudou muito (e agradeço a Deus por isso, nós amamos todos eles como eles são) eles mudaram Apenas "15 Por Cento.".